# Aleksandr Gostijew
Aleksandr Tajmurowicz Gostijew (ros. Александр Таймуразович Гостиев, azer. Aleksandr Qostiyev; ur. 24 stycznia 1987) – rosyjski, a od 2011 roku azerski zapaśnik startujący w stylu wolnym. Piąty na mistrzostwach świata w 2017. Wicemistrz Europy w 2016, 2017 i 2018, brązowy medalista w 2012 roku. Piąty na igrzyskach europejskich w 2019 i Letniej Uniwersjadzie 2013. Drugi w Pucharze świata w 2018; trzeci w 2015, czwarty w 2011 i piąty w 2016 roku.